# Xbox
Xbox（エックスボックス）は、マイクロソフトのコンピュータゲームのブランドである。マイクロソフトが開発した家庭用ゲーム機シリーズ（据置ゲーム機の第6世代から第9世代まで）がこのブランドの代表である。このブランドは、2001年11月にアメリカ合衆国で最初に導入され、同時にオリジナル（初代）のXboxが発売された。この初代Xboxは1996年にAtari Jaguarの販売が終了して以降ではアメリカの企業が発売した最初の家庭用ゲーム機であった。この他、ゲームソフトやストリーミングサービス、オンラインサービス（Xbox ネットワーク）、開発部門（Xbox Game Studios）などの名称にも使用されている。
現在のXbox部門の代表はフィル・スペンサーであり、2014年3月下旬に前代表であるマーク・ホイッテンの後任として就任した。

## シリーズ
| 2001 | Xbox                             |
| 2002 |                                  |
| 2003 | Xbox Live                        |
| 2004 |                                  |
| 2005 | Xbox 360                         |
| 2006 |                                  |
| 2007 | Xbox 360 HDMI搭載モデル（Elite） |
| 2008 |                                  |
| 2009 |                                  |
| 2010 | Xbox 360 S                       |
| 2010 | Xbox 360 Kinect                  |
| 2011 |                                  |
| 2012 |                                  |
| 2013 | Xbox 360 E                       |
| 2013 | Xbox One                         |
| 2013 | Xbox One Kinect                  |
| 2014 |                                  |
| 2015 |                                  |
| 2016 | Xbox One S                       |
| 2017 | Xbox Game Pass                   |
| 2017 | Xbox One X                       |
| 2018 |                                  |
| 2019 | Xbox One S All Digital Edition   |
| 2020 | Xbox Series X/S                  |
| 2021 |                                  |
| 2022 |                                  |
| 2023 |                                  |
| 2024 | 改良型Series X/S                 |
| 2024 | Series X 1TB Digital Edition     |
| 2025 | ROG Xbox Ally                    |

| 世代     | 機種名          | 日本発売日     | CPU                            | GPU                 | 売上台数 |
| -------- | --------------- | -------------- | ------------------------------ | ------------------- | -------- |
| 第一世代 | Xbox            | 2002年2月22日  | インテル Mobile Celeron 733MHz | NVIDIA NV2A 233MHz  | 2400万台 |
| 第二世代 | Xbox 360        | 2005年12月10日 | PowerPC カスタム 3.2GHz        | ATI カスタム 500MHz | 8400万台 |
| 第三世代 | Xbox One        | 2014年9月4日   | AMD 8コア APU                  | AMD Radeon Variant  | 5790万台 |
| 第四世代 | Xbox Series X/S | 2020年11月10日 | AMD 8コアZen 2 カスタム        | AMD RDNA2           | 2830万台 |

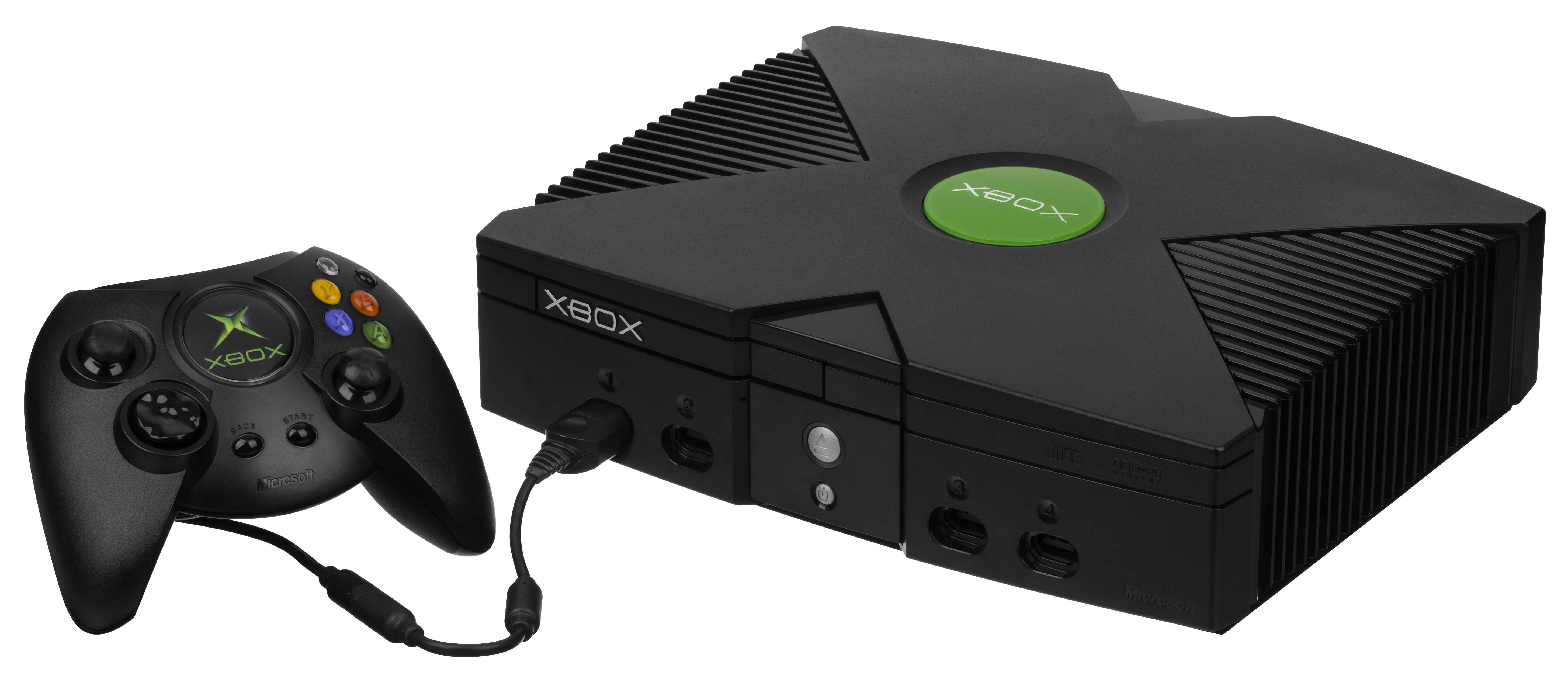
Xbox（「Duke」バージョン）
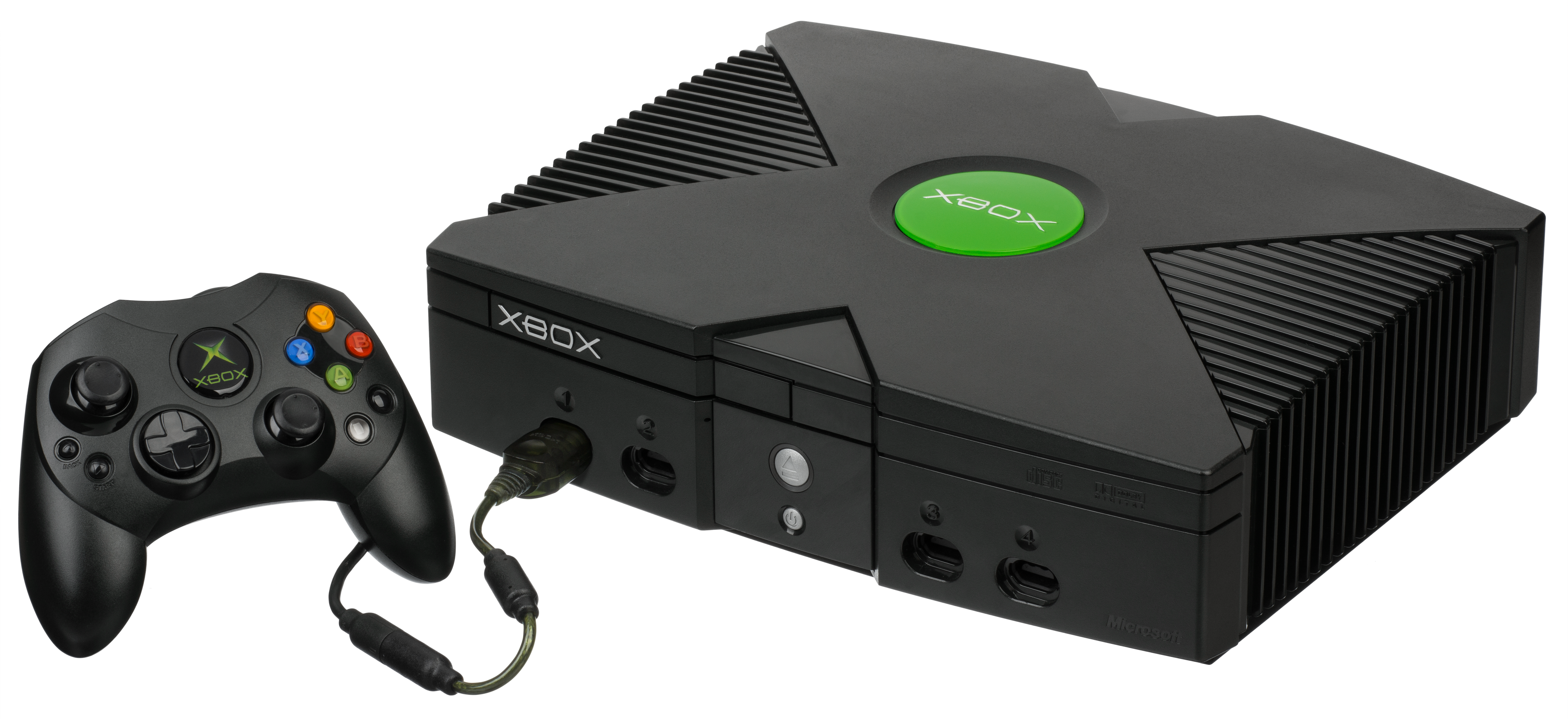
Xbox（「S」バージョン）
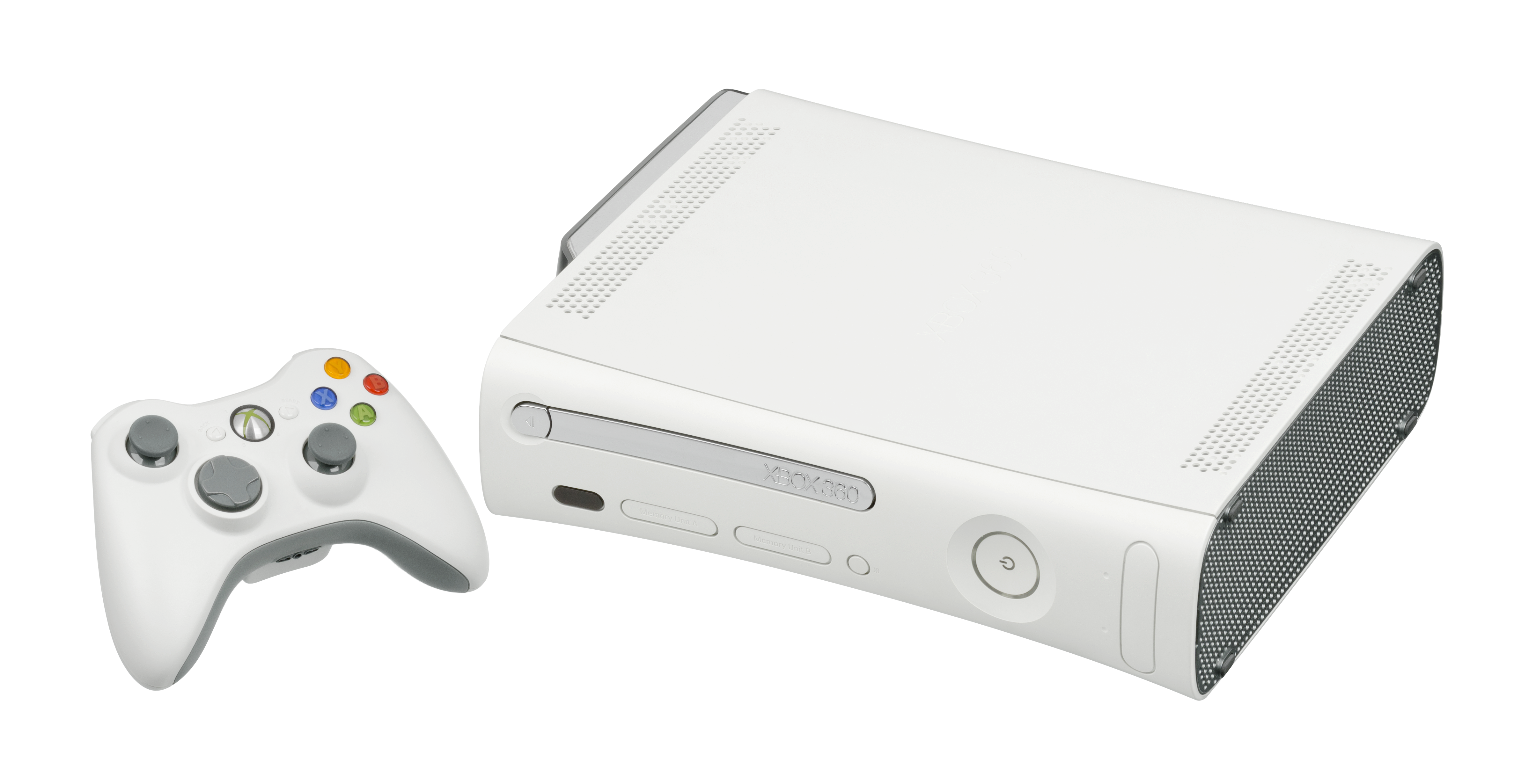
Xbox 360
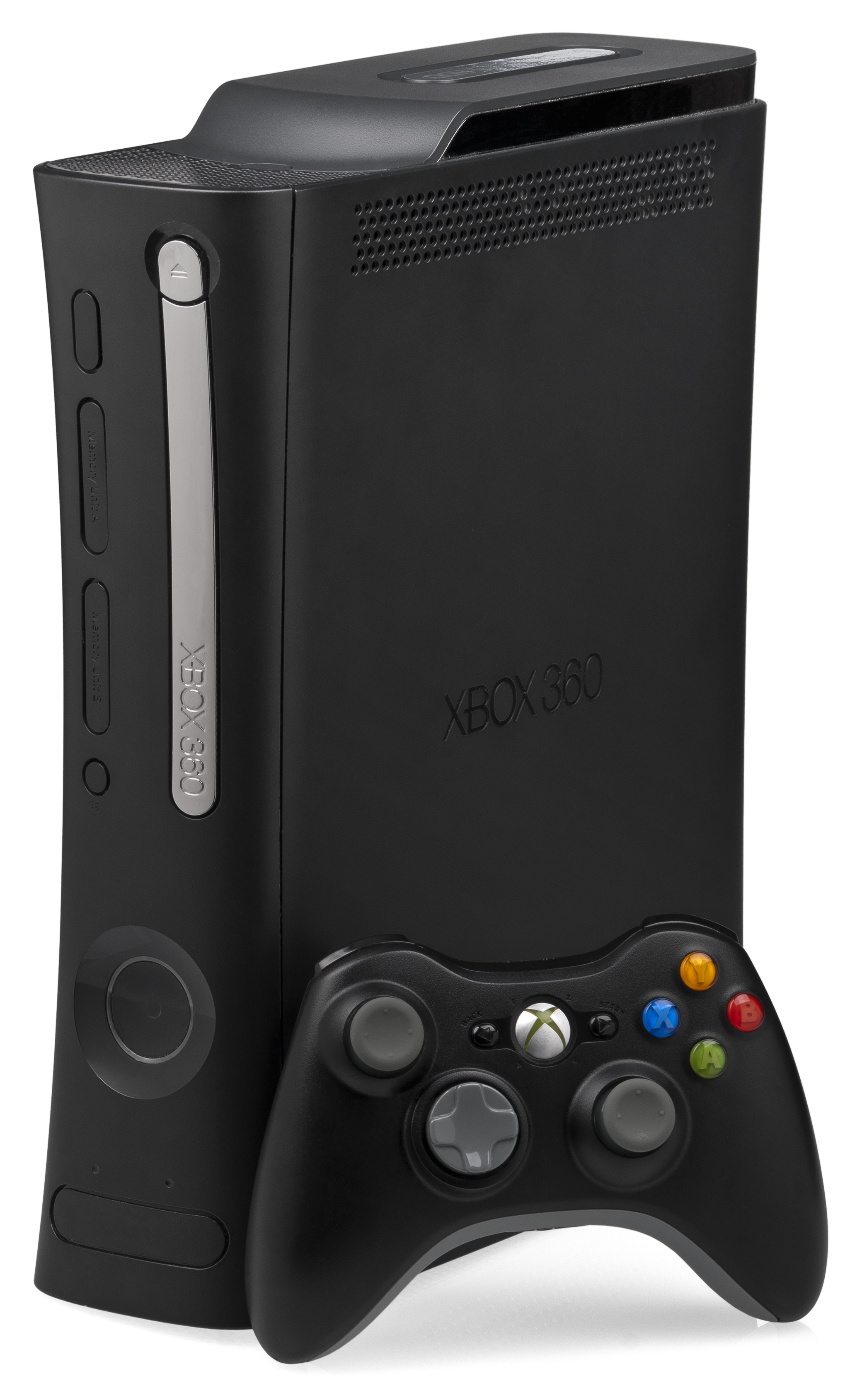
Xbox 360 エリート
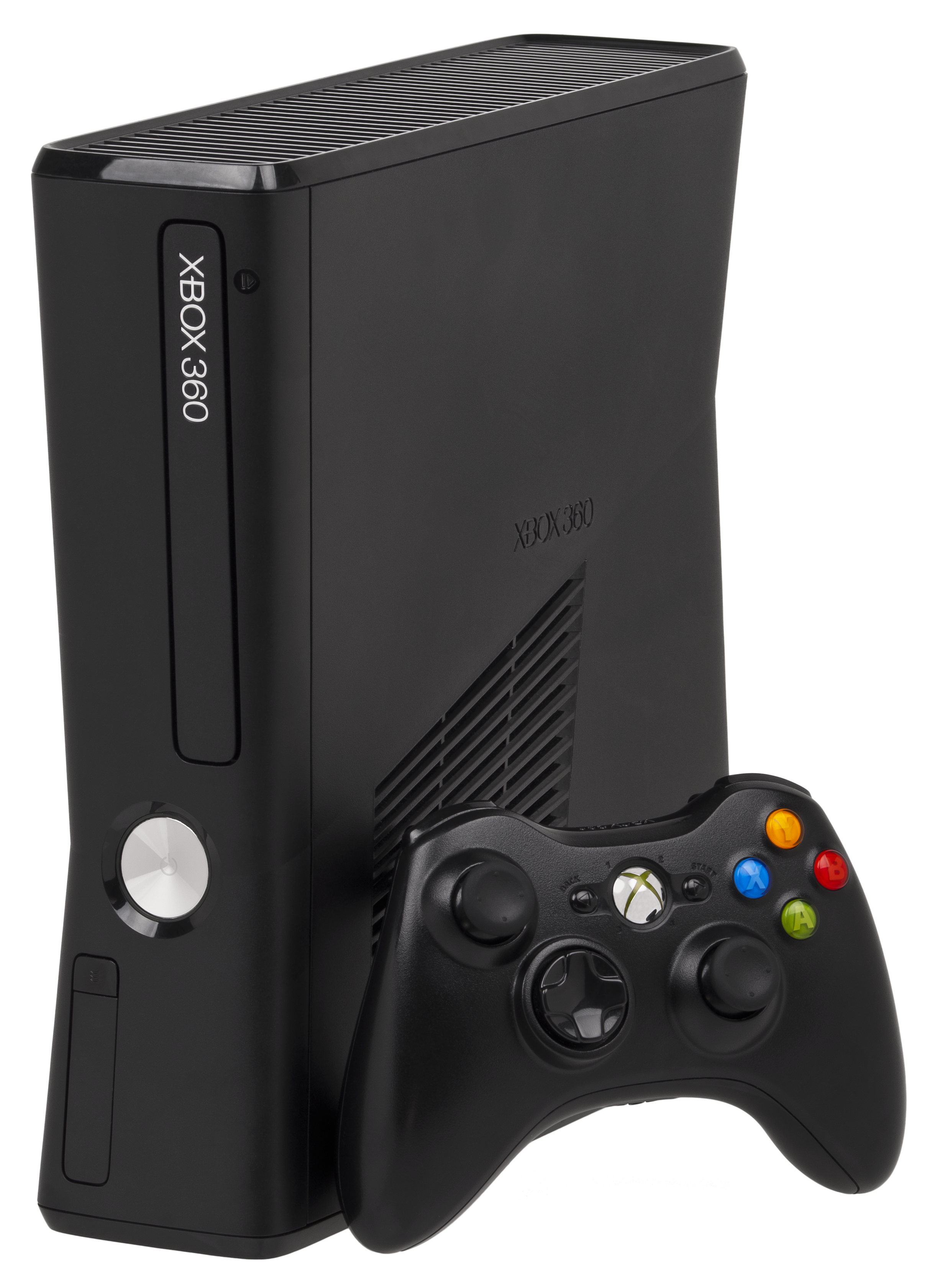
Xbox 360 S
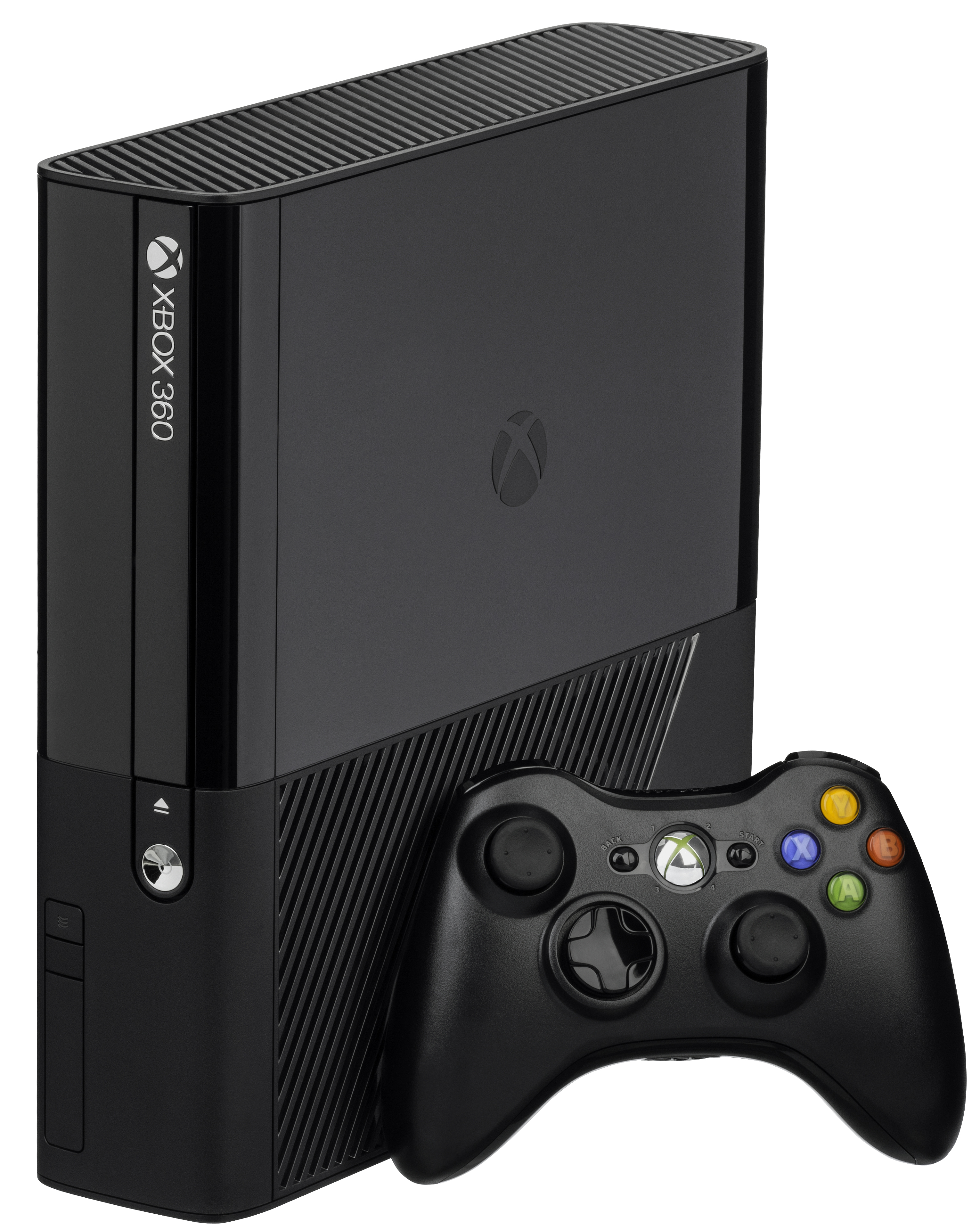
Xbox 360 E
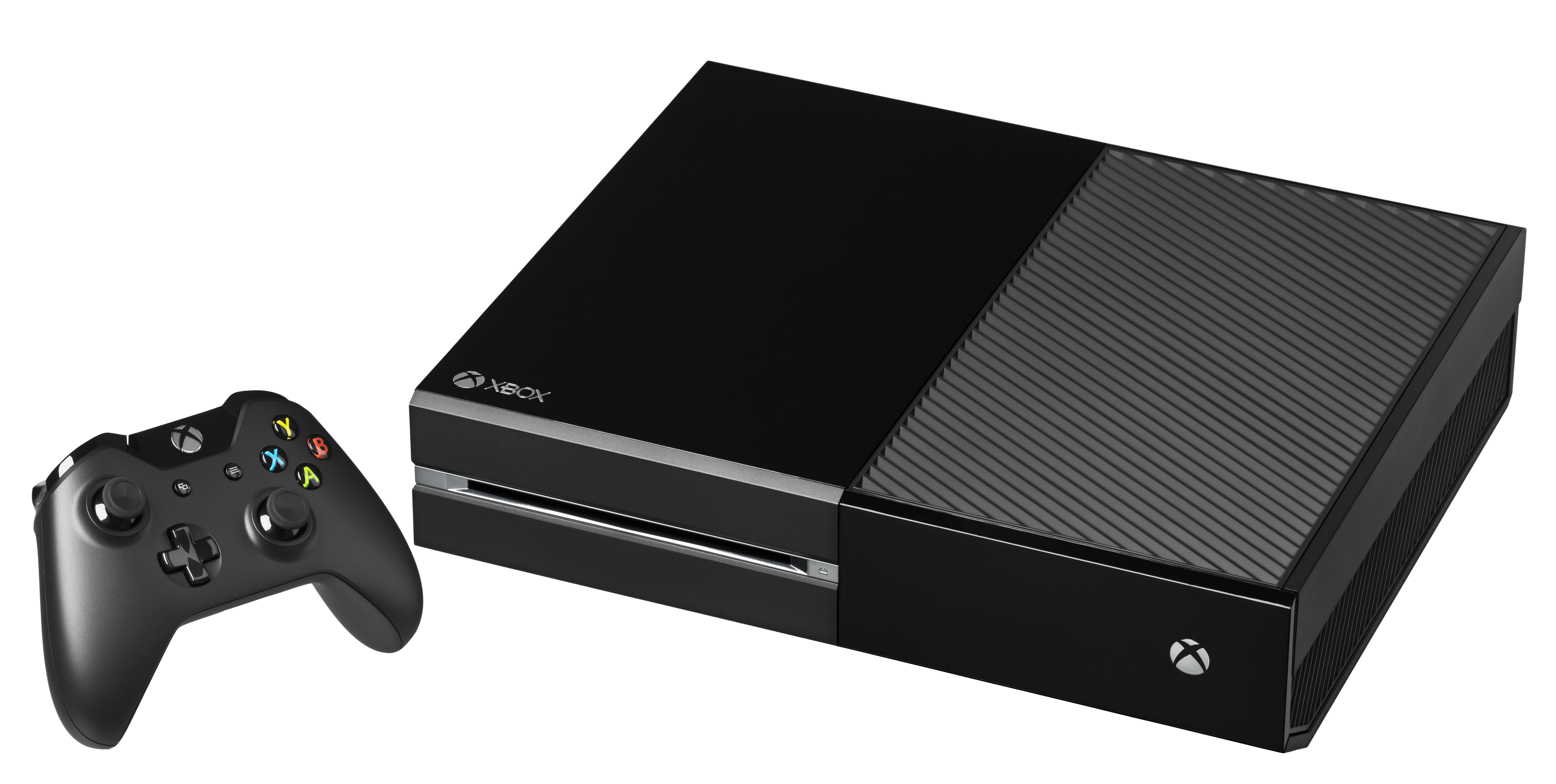
Xbox One
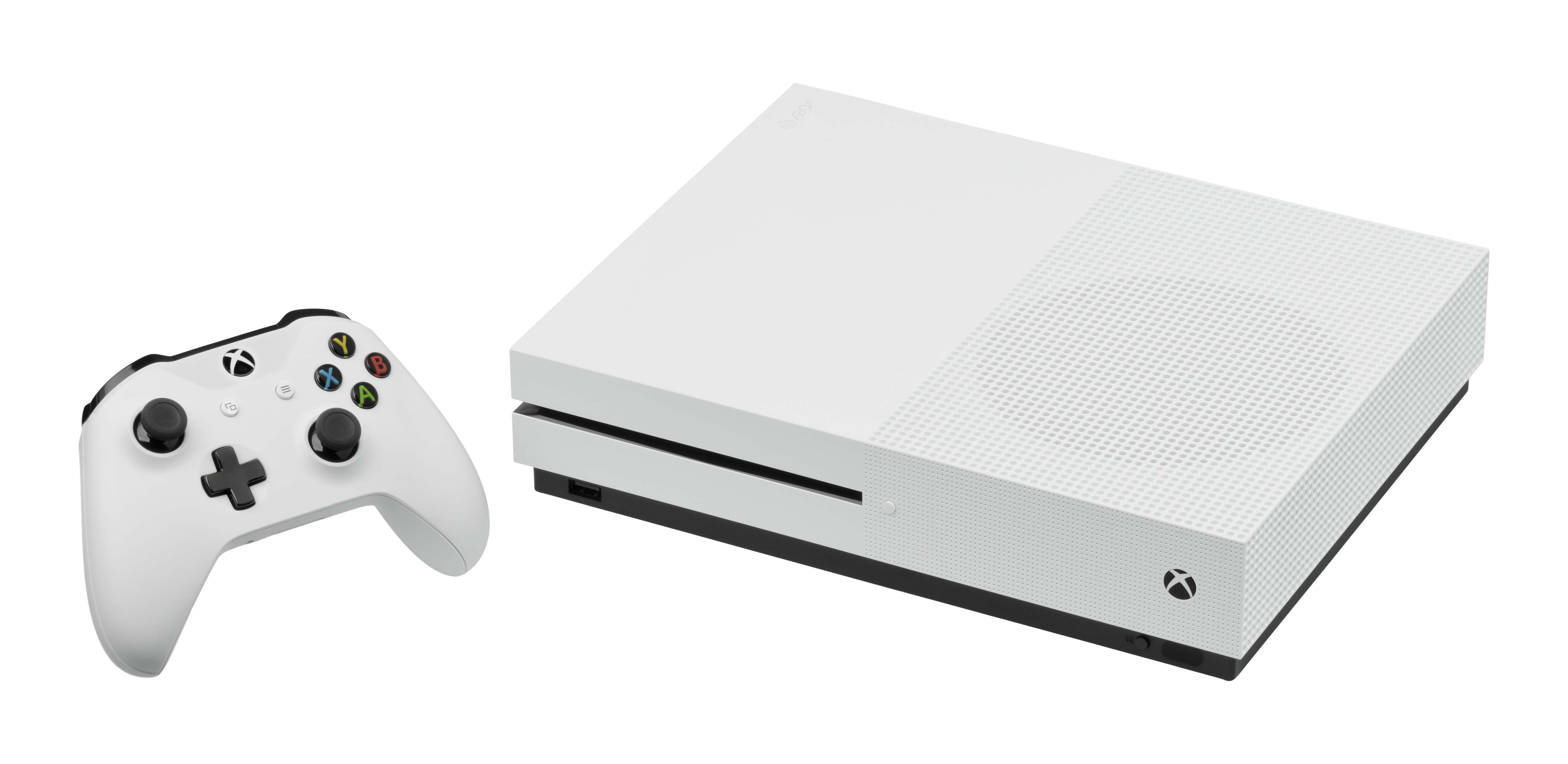
Xbox One S
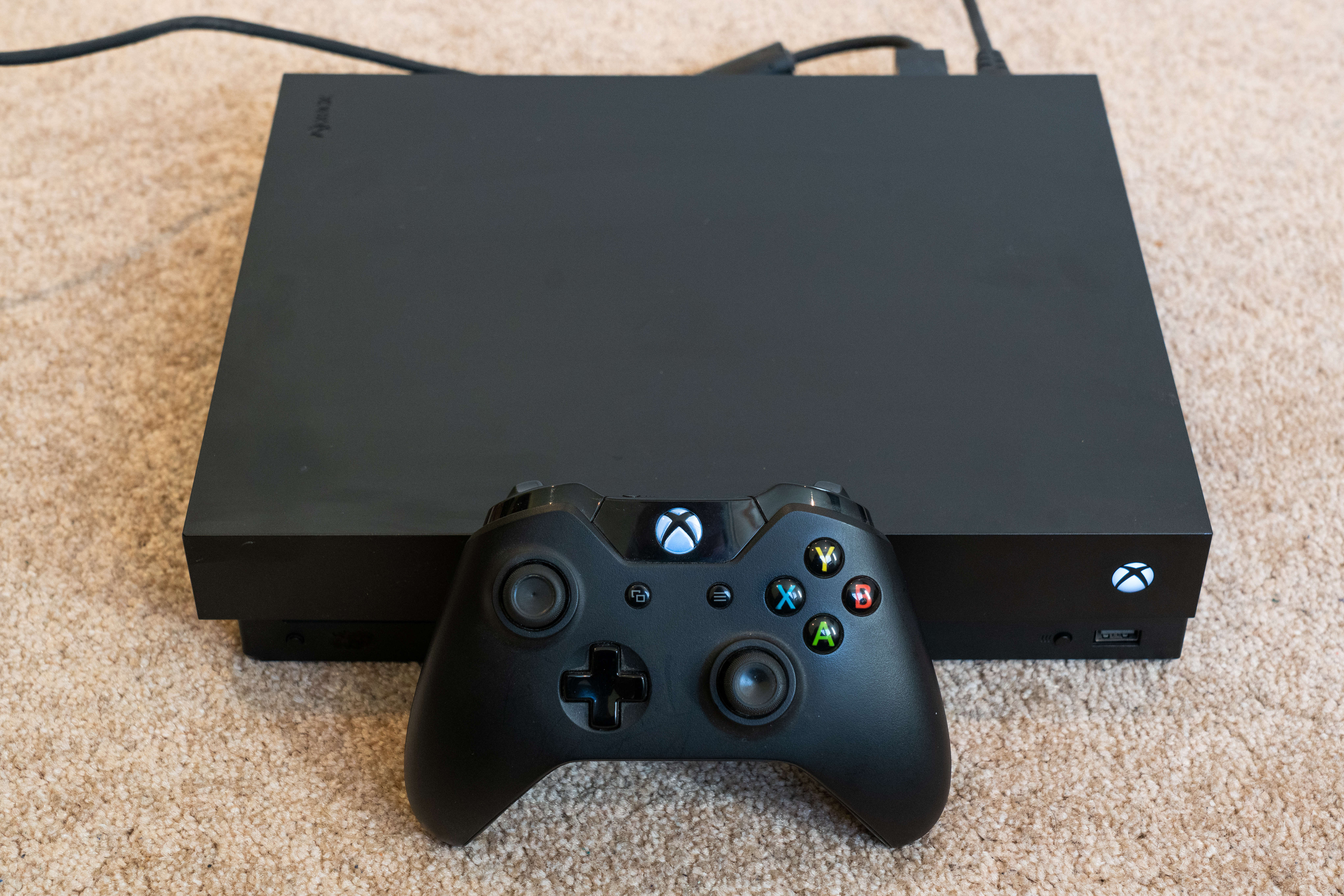
Xbox One X
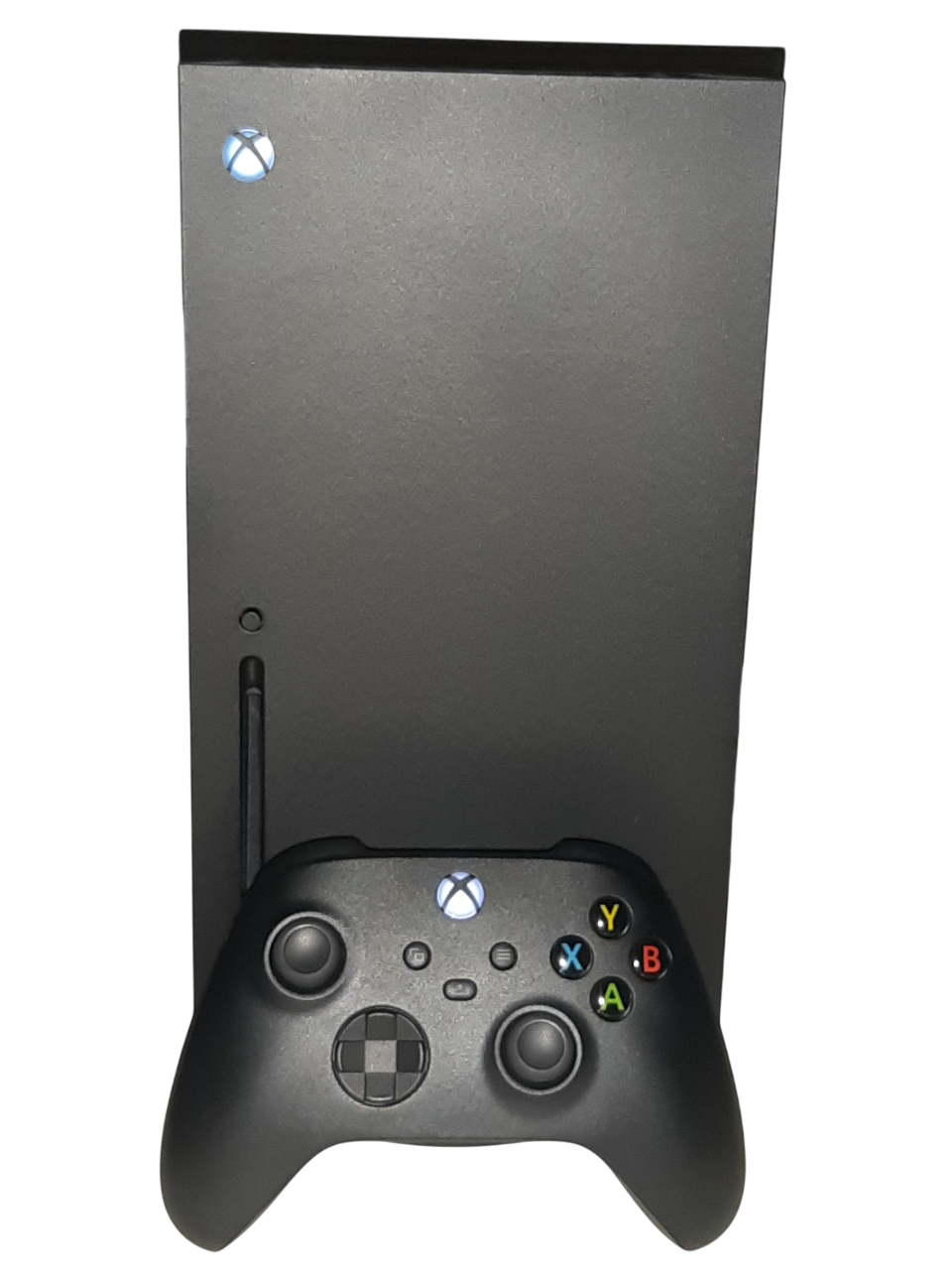
Xbox Series X
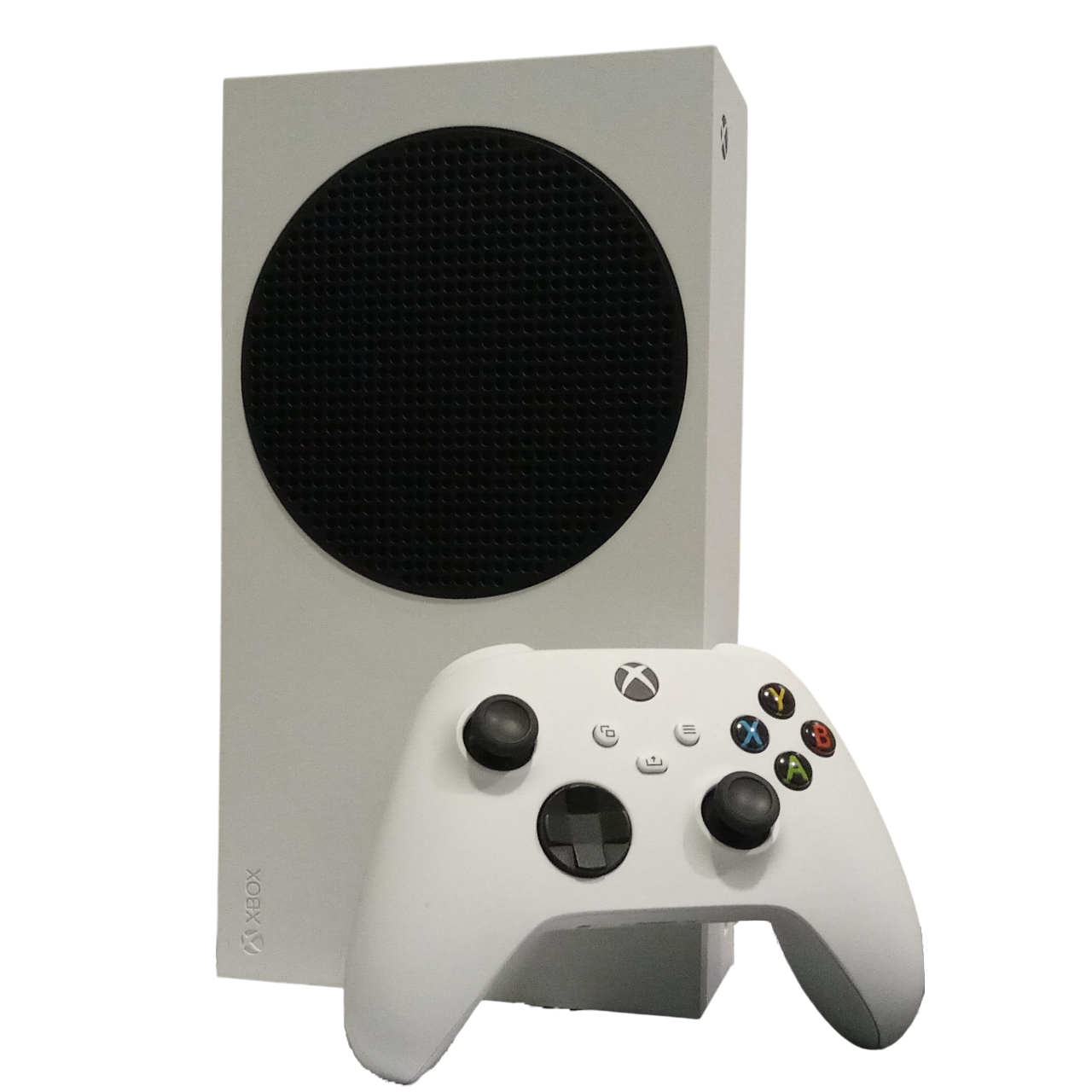

### Xbox ネットワーク
Xbox ネットワーク（旧 Xbox Live）というオンラインサービスを2002年11月に米国、2003年1月に日本、同3月に欧州各国で、それぞれ開始した。標準本体のみでオンラインサービスに接続できるのが最大のセールスポイントであった（その後発売されたPS2の新型機種でもLAN端子を標準装備し本体のみで接続できるようになった）。さらに、Xbox Live対応ゲーム全てで共通のコミュニケーション手段としてプレイヤー同士の音声での会話、ボイスチャットを採用した。スターターキットにセガの人気タイトル『ファンタシースターオンライン』（Phantasy Star Online）を標準添付するなど、戦略的な施策も盛り込まれた。
次世代機Xbox 360以降にも共通して提供されているXbox Liveにおいてはクレジットカード決済の他、プリペイドカード、郵便局のATMやコンビニエンスストアの決済、PayPalなどを用意している。さらにXbox One以降はディスクリージョンが完全に削除され、ゲーム内のストア閲覧も地域制限がなくなり、Microsoftアカウントを切り替えずに複数のリージョンのゲーム作品を自由にインストールできるようになった。

### Xbox Game Pass
2017年3月1日に同年の春の終わり頃に月額9.99ドルで100タイトル以上のゲームがプレイできるXbox Game Passを開始すると発表。ダウンロード数に制限はなく、毎月9.99ドルを払うことでバンダイナムコやカプコン、コードマスターズ、セガ、2K Gamesなど合計100種類を超えるXbox Oneと互換性のあるXbox 360のゲームをプレイできる。Game Pass対応作品のうち、Microsoft Game Studiosに属する一部の作品は事実上永久に配信され、それ以外の作品は基本的に一定期間の間配信される。UltimateプランではXbox Cloud Gamingにも対応する。
日本では2020年4月14日よりサービスが開始された。game passの遊べるソフトに関しても、地域設定を変更すればリージョン制限がなくなる。

### Xbox Game Pass Core (旧Xbox Live Gold)
2005年11月20日のXbox 360の発売以降、Xbox 360以降のXboxシリーズで共通してオンラインマルチプレイ（Xbox One以降の無料マルチプレイゲームは無料で遊べる）が使用できるようになるサブスクリプション。日本では2023年時点で842円/月の料金となっていた。Xbox 360、Xbox One向けのゲームを毎月無料配布する「Games With Gold」、一部ソフトを割引する「Deals With Gold」もこれに課金することにより解禁された。しかし、2023年9月14日（日本時間）以降はLive Goldの名称が「Xbox Game Pass Core」に変更され、「Games With Gold」の新作配布が廃止される代わりに20作程度の「カタログ」から好きな作品をダウンロードしてプレイすることができる仕様に変更された。ただし、一部作品はリース期間が過ぎるとプレイできなくなるものも存在。Live Goldに一つのMicrosoftアカウントで初代Xbox時代からも含めてずっと加入し続けていた人は、Coreの移行時にXboxゲーマータグのプロフィール欄に1~20の継続年数が表記されたバッジが自動的に配布された。

### Xbox Design Lab
Xboxワイヤレスコントローラーを自分でデザイン・購入できるサービス。米国では2016年にスタートし、米国より5年遅れで日本では2022年6月9日よりサービス開始された。現在は通常版のコントローラーのカスタマイズをすることができるが、2022年10月18日にはXbox Elite ワイヤレスコントローラシーズン2もカスタマイズができるようになった。

### Xbox Wire
Xbox のあらゆる情報や発表をお届けする公式ニュースサイト。日本ではXbox発売20周年を記念し、2022年3月1日よりXbox Wireの日本版である「Xbox Wire Japan」を開設した。

## 互換対応表
このリストは2024年4月時点での全機種に対する互換表である。音源に関してはLPCM2ch〜7.1ch、ドルビーデジタル、DTS、ドルビーアトモス、DTS:Xのいずれかに対応している場合があるが、Xboxは「Dolby Access」アプリケーションのインストールにより既存音源をドルビーアトモスにアップコンバートしてHDMIまたはヘッドホン（有料キーの購入必須）から出力できる。
オートHDRはXbox Series本体をHDRに対応したディスプレイに接続し、後付けでDolby VisionまたはHDR10の効果を上乗せできる作品である。オートHDR対応作品がOne X Enhanced対応作品の場合はHDR10出力をDolby Vision出力にアップコンバートできる。Auto HDRの適用自体は作品ごとに個別に選択可能である。FPS Boostも同様で、既存の60Hzまでしか駆動しないゲームを120Hzまで可変でアップコンバートする機能であるが、Auto HDRよりも対応作品は少ない。この機能は初代Xbox、Xbox 360の互換ソフト、Xbox Oneのソフトの一部で販売メーカーが許可を出した場合に対応する。
| ハード                                   | 初代Xbox用ソフト                                                                                    | Xbox 360用ソフト | Xbox One用ソフト                          | Xbox One X対応One用ソフト                           | Xbox Series X/S用ソフト                                           | リージョンロック |
| ---------------------------------------- | --------------------------------------------------------------------------------------------------- | --- | ----------------------------------------- | --------------------------------------------------- | ----------------------------------------------------------------- | --- |
| 初代Xbox                                 | OK                                                                                                  | - | -                                         | -                                                   | -                                                                 | 一部作品のXbox向けディスク、DVD |
| Xbox 360                                 | 461本対応 ※1                                                                                        | OK | -                                         | -                                                   | -                                                                 | 一部作品のXbox向けディスクおよびダウンロード作品、一部作品のXbox 360向けディスクおよびダウンロード作品、DVD マーケットプレイスもMicrosoftアカウントによるリージョン規制あり |
| Xbox One/One S/One S All Digital Edition | 63本対応（実質61本、※4） 一部作品はディスクでしか起動不可                                           | 633本対応 ※2 一部作品はディスクでしか起動不可 ※8                                                                                | OK                                        | 通常起動                                            | -                                                                 | DVD、Blu-ray Disc、Blu-ray 3D、Ultra HD Blu-ray （One S All Digitalはディスク非対応） One S以降は電源装置が国際仕様に変更（100〜240V）                                      |
| Xbox One X                               | 63本対応（実質61本、※4） 一部作品はディスクでしか起動不可                                           | 633本対応 ※2 さらに一部作品はOne X EnhancedおよびHDR10対応 一部作品はディスクでしか起動不可                                     | OK                                        | Enhanced起動※9                                      | -                                                                 | DVD、Blu-ray Disc、Blu-ray 3D、Ultra HD Blu-ray |
| Xbox Series S                            | 63本対応（実質61本、※4） さらに一部作品はAuto HDR・120Hz対応 一部作品はディスクが必要なため起動不可 | 633本対応 ※2 さらに一部作品はAuto HDR・120Hz対応 一部作品はディスクが必要なため起動不可                                         | OK ※3 さらに一部作品はAuto HDR・120Hz対応 | 通常起動 さらに一部作品はAuto HDR・120Hz対応        | OK 最大画質1440p/120Hz 一部作品のみHDR搭載（HDR10/Dolby Vision）  | なし |
| Xbox Series X                            | 63本対応（実質61本、※4） さらに一部作品はAuto HDR・120Hz対応 一部作品はディスクでしか起動不可       | 633本対応 ※2 さらに一部作品はOne X EnhancedおよびHDR10対応 さらに一部作品はAuto HDR・120Hz対応 一部作品はディスクでしか起動不可 | OK ※3 さらに一部作品はAuto HDR・120Hz対応 | Enhanced起動 ※9 さらに一部作品はAuto HDR・120Hz対応 | OK 最大画質2160p/120Hz 一部作品のみHDR搭載 （HDR10/Dolby Vision） | DVD、Blu-ray Disc、Ultra HD Blu-ray |
| Xbox Series X （Robot White）            | 63本対応（実質61本、※4） さらに一部作品はAuto HDR・120Hz対応 一部作品はディスクでしか起動不可       | 633本対応 ※2 さらに一部作品はOne X EnhancedおよびHDR10対応 さらに一部作品はAuto HDR・120Hz対応 一部作品はディスクでしか起動不可 | OK ※3 さらに一部作品はAuto HDR・120Hz対応 | Enhanced起動 ※9 さらに一部作品はAuto HDR・120Hz対応 | OK 最大画質2160p/120Hz 一部作品のみHDR搭載 （HDR10/Dolby Vision） | なし（ディスクドライブ非対応） |

※1：北米のみの29本を含む。対応本数が今後増えることはないが、減少する可能性がある。
※2：本数は国により異なる。この本数は全世界のソフトのうち、マルチリージョン作品の差異を除いた合計数。日本国内のみで購入可能なゲーム作品のみをカウントする場合は482作。対応本数が今後増えることはないが、Microsoft Storeからの下位互換対応作品の販売停止が起こるリスクはないわけではない。
※3：ゲームではないアプリ（3本）とKinect専用ソフト（46本）のみを除く。
※4：グランド・セフト・オート・サンアンドレアス（360版は日本未発売）とバトルフィールド2は初代Xbox版のディスクの挿入時にXbox 360版がプレイできる。